# Alectoria
Se llama alectoria a una piedra que alguna vez se engendra en el ventrículo o en el hígado de los gallos viejos. Es voz griega derivada del nombre alector, que significa gallo.
Su figura es casi redonda y del tamaño de una avellana. Su color es ceniciento y a veces cristalino si bien algo oscuro con algunas venillas rojas. A esta piedra se le atribuyen muchas virtudes desde hace siglos pero la mayoría son fabulosas o supersticiosas.  Fue nombrada por Plinio. 